# Soy provinciano
«Soy provinciano» (conocida también como «Muchacho provinciano») es una canción del género chicha interpretada por la agrupación Chacalón y la Nueva Crema, lanzada como sencillo de difusión en el año 1978. El tema musical se ha convertido en un himno para los peruanos que a finales del siglo XX tuvieron que migrar a la capital del país, Lima, y un tema emblemático de la chicha peruana.

## Historia
La canción fue compuesta por el músico peruano Juan Rebaza Cárdenas para ser utilizada en la banda sonora de una película sobre migración interna en el Perú, producción que nunca se llevó a cabo. En principio el tema musical no fue del agrado de Chacalón, pero al resto del conjunto musical si les gustó, en especial al guitarrista Alberto Bedriñana.
Chacalón y la Nueva Crema publicaron el que sería su mayor éxito musical en la cara B de un disco de 45 RPM, producido por el sello Discos Horóscopo.

## Versiones
A lo largo de los años se han grabado más de 600 versiones de «Soy provinciano». Además es un tema interpretado recurrentemente por peruanos que no son capitalinos.
En 2013, por su décimo aniversario de existencia, la banda peruana Bareto editó 10 años, un álbum con grandes éxitos de la cumbia peruana, en el que incluyeron este tema de La Nueva Crema.
En 2015 el guitarrista Charlie Parra compartió en YouTube una versión metal de esta canción. Ese mismo año la canción fue utilizada en una campaña publicitaria bancaria, en la cual la letra fue alterada, que ganó el premio ANDA de Oro.
En 2017 Orquestando, un programa del Ministerio de Educación para la formación musical de jóvenes, realizó una versión sinfónica.